# Nhà hát Ba Lan, Warszawa

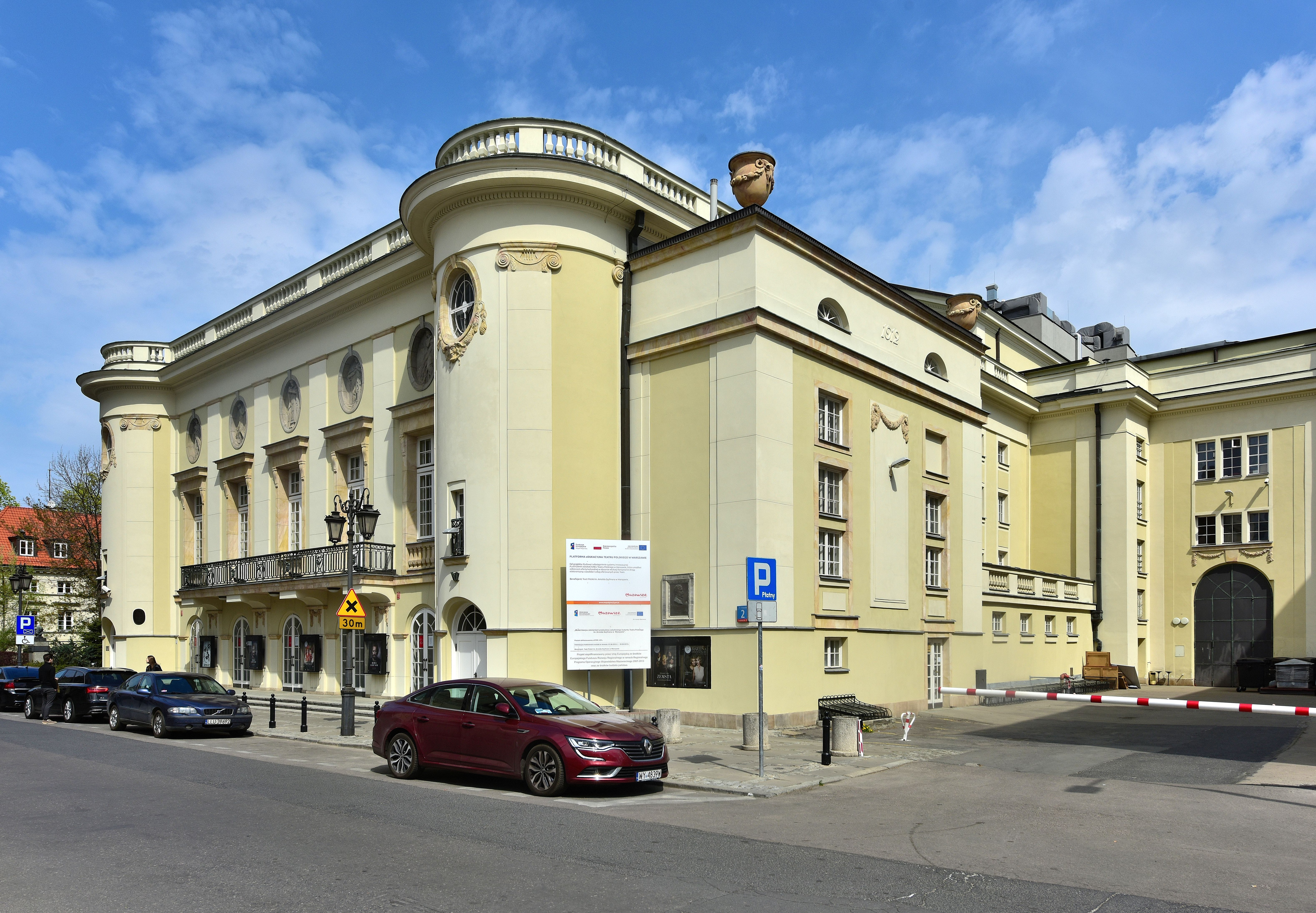
Nhà hát Ba Lan ở Warsaw

Nhà hát Ba Lan ở Warsaw (tiếng Ba Lan: Teatr Polski im. Arnolda Szyfmana w Warszawie) là một nhà hát kịch ở Warsaw, Ba Lan. Nhà hát được thành lập theo sáng kiến của đạo diễn kiêm nhà viết kịch Arnold Szyfman và được mở cửa vào năm 1913. Hiện nay, Andrzej Seweryn là giám đốc điều hành của Nhà hát Ba Lan ở Warsaw (từ năm 2011).
Trong thời kỳ Đức Quốc xã chiếm đóng Ba Lan, Nhà hát được đổi tên thành Nhà hát der Stadt Warschau. Tòa nhà bị hư hại do bom đạn trong Chiến tranh thế giới thứ hai. Trong giai đoạn hậu chiến, Nhà hát được xây dựng lại như cũ. Sau đó, nhà hát được quốc hữu hóa và lấy lại tên ban đầu.

## Tiết mục
Tiết mục của Nhà hát Ba Lan ở Warsaw bao gồm: các vở kịch sân khấu kinh điển của Ba Lan và nước ngoài cũng như nhiều vở kịch đương đại nổi tiếng được đông đảo khán giả đón nhận.

## Diễn viên sân khấu nổi tiếng
- Marta Alaborska
- Piotr Bajtlik
- Maja Barełkowska
- Grażyna Barszczewska
- Adam Biedrzycki
- Tomasz Błasiak
- Tomasz Brzostek
- Izabella Bukowska
- Anna Cieślak
- Piotr Cyrwus
- Wojciech Czerwiński
- Marta Dąbrowska
- Ewa Domańska
- Joanna Halinowska
- Marcin Jędrzejewski
- Paweł Krucz
- Marta Kurzak
- Szymon Kuśmider
- Marcin Kwaśny
- Krzysztof Kwiatkowski
- Dominik Łoś
- Ewa Makomaska
- Andrzej Mastalerz
- Krystian Modzelewski
- Antoni Ostrouch
- Maksymilian Rogacki
- Lidia Sadowa
- Jerzy Schejbal
- Natalia Sikora
- Joanna Trzepiecińska
- Afrodyta Weselak